# Boutte, Louisiana
Boutte, Louisiana (енгл. Boutte) насељено је место без административног статуса у америчкој савезној држави Луизијана.

## Демографија
По попису из 2010. године број становника је 3.075, што је 894 (41,0%) становника више него 2000. године.
| Група             | 2000.         | 2010.         |
| Белци             | 721 (33,1%)   | 1.106 (36,0%) |
| Афроамериканци    | 1.398 (64,1%) | 1.749 (56,9%) |
| Азијати           | 3 (0,1%)      | 37 (1,2%)     |
| Хиспаноамериканци | 37 (1,7%)     | 134 (4,4%)    |
| Укупно            | 2.181         | 3.075         |